# Kutsal Damacana 2
Kutsal Damacana 2 ist eine türkische Horrorkomödie aus dem Jahr 2010 und die erste Fortsetzung zu Kutsal Damacana aus dem Jahr 2007. Der Film kam am 22. Januar 2010 in der Türkei in die Kinos. Im Jahr darauf folgte Kutsal Damacana 3 – Dracoola.

## Inhalt
Fikret versuchte im ersten Teil mit Asım auf verschiedene Weise, den Geist in einem Mädchen loszuwerden. Danach haben sich die  Wege von Fikret und Asım getrennt. Später trifft Fikret einen anderen Freund namens Serkan in einem buddhistischen Tempel. Als Fikret hier einen falschen Schachzug macht, wird er mit Serkan aus dem Tempel geworfen und kehrt nach Istanbul zurück. Hier treffen sie auf Müjdat.
Eines Morgens gehen Fikret und Müjdat zu einer Auktion und kaufen ein Gemälde. Da sie noch nicht ahnen, das dieses Gemälde verflucht ist, trifft Müjdat der Fluch. Dann verwandelt sich Müjdat nach und nach in einen Werwolf und beginnt, alle zu verletzen.  Fikret schafft es, den Fluch zu brechen, doch Müjdat stirbt am Ende.

## Produktion und Veröffentlichung
Regie führte Korhan Bozkurt. Das Drehbuch schrieb Safak Sezer. Die Produzenten waren Selin Altınel und Şenol Zencir. Die Musik komponierte Övünç Dan. Für den Schnitt waren Hakan Akol und Doğuş Onur Karasu verantwortlich. Die Kameraführung übernahm Selahattin Sancaklı. Die Dreharbeiten fanden in Istanbul statt. Der Film kam am 22. Januar 2010 in die türkischen Kinos. In Deutschland erschien der Film am selben Tag.

## Rezeption
„Genre-Parodie aus der türkischen Persiflage-Küche, die ihr augenzwinkerndes Spiel mit Hollywood-Zitaten mit einem schematisch gestrickten Seifenopern-Sujet verbindet und allenfalls dadurch Spaß macht, dass sie den mythischen Schwulst ihrer Horror-Vorbilder mit Alltagstrotteligkeit entzaubert.“

Der Film startete auf Platz eins der türkischen Kinocharts mit einem Einspielergebnis von 1.429.779 US-Dollar am Eröffnungswochenende.